# Clemmen de Peteghem
Clemmen de Peteghem was een belangrijke industriële familie in Gent van wie leden in de adel werden opgenomen zowel in de Oostenrijkse Nederlanden als onder het Verenigd Koninkrijk der Nederlanden.

## Josse Clemmen
Josse Clemmen (Welden, 7 september 1712 - Gent, 23 januari 1802), heer van Peteghem, was een zoon van de burgemeester van Welden Pierre Clemmen en van Anna Van Poucke. Ze bewoonden (of hadden minstens in eigendom) de aloude versterkte burcht van Petegem, genaamd het "Oud Kasteel". Op de ruïnes ervan werd in 1789-1790 in opdracht van Josse Clemmen, die op het punt stond geadeld te worden, een nieuw kasteel gebouwd, wellicht ontworpen door architect David 't Kindt. Clemmen was ondertussen een belangrijk katoennijveraar geworden die de katoendrukkerij in Gent introduceerde. Hij was ook actief als reder en oesterkweker in Oostende. Hij trouwde in 1744 met Marie-Barbe Theeus en ze hadden zeven kinderen. 

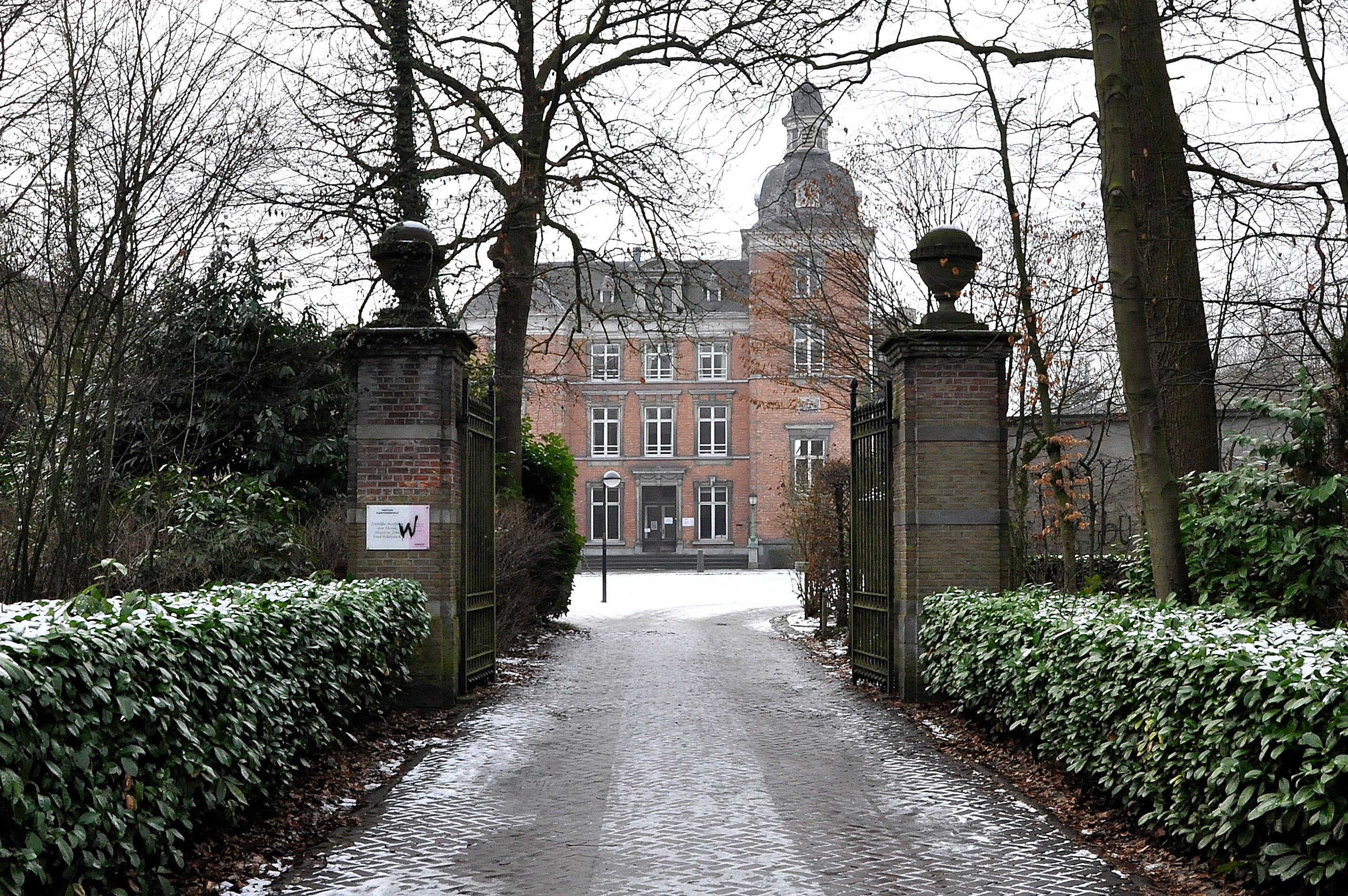
Het Braemkasteel

In 1767 kocht hij als buitenverblijf het Braemkasteel in Gentbrugge aan. In 1771 kocht hij het herenhuis Veldstraat 82 aan, dat architect David 't Kindt voor zichzelf had gebouwd en dat voortaan het Hotel Clemmen werd genoemd (tot het in 1836 eigendom werd van de familie Van der Haeghen en, na schenking aan de stad Gent in 1945, het Museum Arnold Vander Haeghen werd). 
Hij werd in 1789 door keizer Jozef II in de adel opgenomen. Tijdens de Brabantse Revolutie bleef hij trouw aan de Oostenrijkers en moest Gent ontvluchten. In 1791 kreeg hij van keizer Leopold II, samen met zijn oudste zoon, de titel baron. In 1792 kregen de andere zoons de titel ridder. 
De zoons Clemmen overleefden de revolutietijd en werden onder het Verenigd Koninkrijk der Nederlanden opnieuw in de adel bevestigd.

## Jean-Josse Clemmen de Peteghem
In 1816 werd de textielindustrieel Jean-Josse Clemmen (Gent, 5 juli 1746 - 19 februari 1823), oudste zoon van Josse (of Judocus) Clemmen, erkend in de erfelijke adel met de titel baron, overdraagbaar bij eerstgeboorte en met benoeming in de Ridderschap van de provincie Oost-Vlaanderen. Hij bleef ongehuwd.

## Josse Charles Clemmen
Josse-Charles Clemmen (Gent, 3 februari 1751 - 8 februari 1836), katoenindustrieel, werd in 1822 erkend in de erfelijke adel, met de titel ridder, overdraagbaar op al zijn mannelijke afstammelingen. Hij trouwde met Françoise Poelman en ze hadden drie dochters. Hij was vanaf 1804 eigenaar van het kasteel Ter Laeck (in 1963 verkocht aan de Rijksuniversiteit Gent, die er het Instituut voor Nucleaire Wetenschappen oprichtte; het grootste deel van het domein ging verloren bij de aanleg van de E17 begin jaren 1970), terwijl hij in Gent in de Voldersstraat 6 woonde.

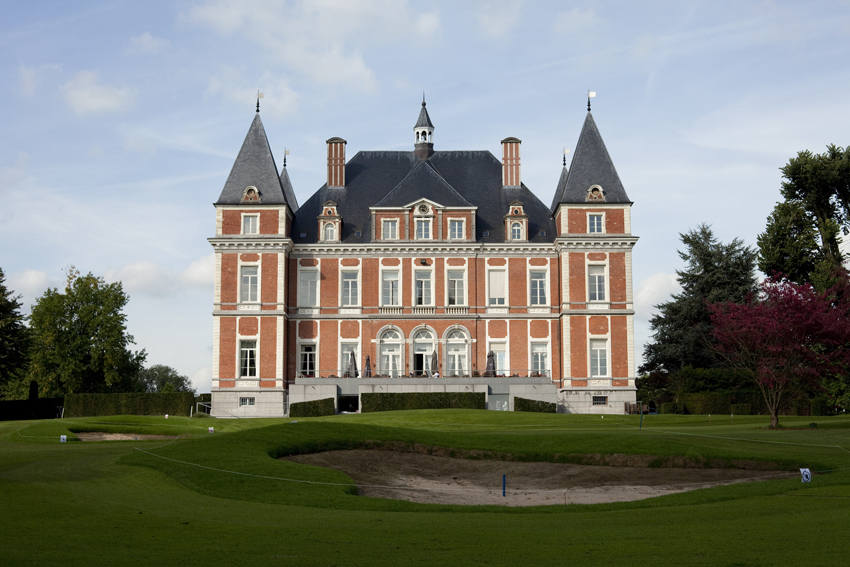
Nieuw kasteel door Auguste Pycke

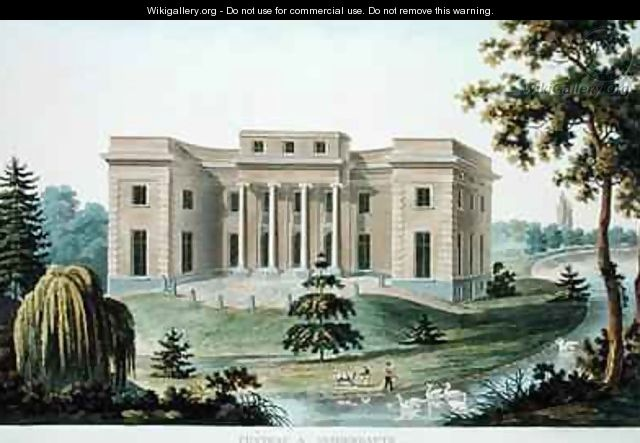
Het kasteel Van de Woestyne - Clemmen in Vinderhoute

Zijn oudste dochter, Marie-Suzanne Clemmen (1780-1812), trouwde met Benoît Limnander de Nieuwenhove (1767-1831). Hun dochter Pauline Limnander de Nieuwenhove (1799-1870) trouwde met Auguste Pycke de Peteghem (1794-1868), die in 1847 een nieuw kasteel bouwde op 300 meter van 't Oud Kasteel, naar verluidt met het geld van de erfenis Clemmen. De jongste dochter van Josse-Charles, Leonarde Clemmen (1792-1819), trouwde met Emmanuel van de Woestyne (1779-1826). Het echtpaar bewoonde een kasteel in Vinderhoute.

## François Amand Clemmen

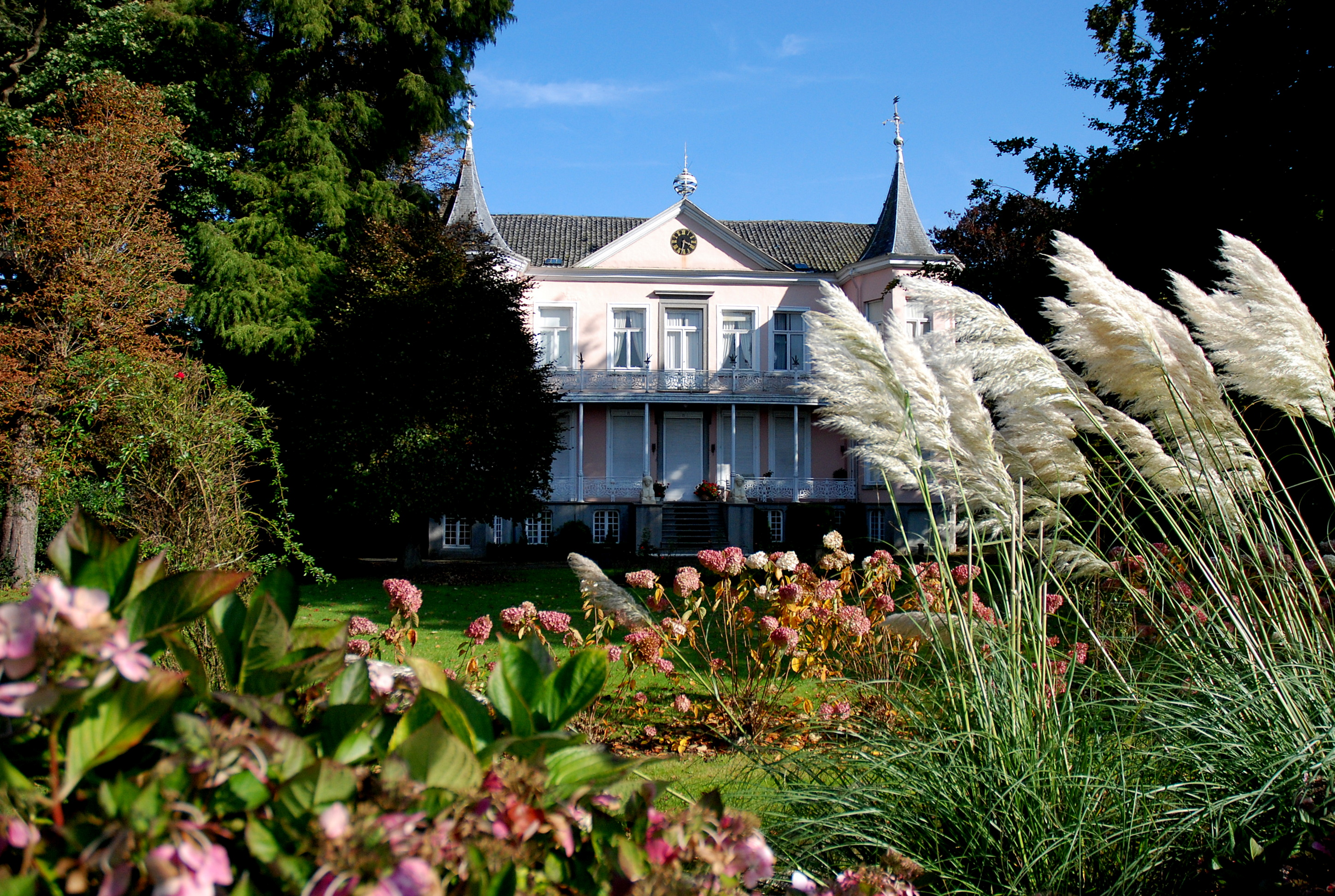
Kasteel te Velde

François Amand Clemmen (Gent, 6 februari 1753 - 24 maart 1824), was van 1810 tot aan zijn dood burgemeester van Merendree. Hij werd eveneens in 1822 erkend in de erfelijke adel met de titel ridder, overdraagbaar op alle mannelijke afstammelingen. Zijn huwelijken met Colette Tricot en Anne-Rosalie Dael bleven kinderloos. In Merendree had hij als buitengoed het kasteel te Velde.

## Pierre François Clemmen
Pierre François Clemmen (Gent, 16 september 1757 - 24 januari 1841) werd eveneens in 1822 in de erfelijke adel erkend met de titel ridder, overdraagbaar op alle mannelijke afstammelingen. Hij bleef ongehuwd en werd op donderdag 4 februari begraven, na een uitvaartdienst in de Gentse Sint-Niklaaskerk. Met hem was de familie Clemmen de Peteghem uitgestorven.